# Лазани
Лазани (слч. Lazany) насељено је мјесто са административним статусом сеоске општине (слч. obec) у округу Прјевидза, у Тренчинском крају, Словачка Република.

## Становништво
| Година:    | 1994. | 2004.    | 2014.   | 2024.   |
| ---------- | ----- | -------- | ------- | ------- |
| Број људи: | 1382  | 1571     | 1654    | 1804    |
| Разлика:   |       | +13,67 % | +5,28 % | +9,06 % |

| Година:    | 2023. | 2024.   |
| ---------- | ----- | ------- |
| Број људи: | 1785  | 1804    |
| Разлика:   |       | +1,06 % |

Према подацима о броју становника из 2011. године насеље је имало 1.618 становника.